# 카일 워커피터스
카일 렌더스 워커피터스(영어: Kyle Leonardus Walker-Peters, 1997년 4월 13일 ~ )는 잉글랜드의 축구 선수이다. 포지션은 오른쪽 수비수이며, 현재 소속팀 웨스트햄 유나이티드에서 활약하고 있다.